# Johan Gottschalk Wallerius
Johan Gottschalk Wallerius (født 11. juli 1709 i Stora Mellösa i Närke, død 16. november 1785 i Uppsala) var en svensk kemiker og mineralog.
Wallerius studerede matematik, fysik og medicin ved Uppsala Universitet og senere medicin ved Universitetet i Lund.
Wallerius regnes som grundlæggeren af jordbrugskemien, hovedsagelig på grund af hans afhandling Agriculturæ fundamenta chemica eller Åkerbrukets chemiska grunder (på latin og svensk 1761; nyt oplag på svensk 1778; oversat til flere sprog).